# Tiberiu Lung
Tiberiu Adrian Lung (n. 24 decembrie 1978, Craiova, România) este un fost fotbalist profesionist român care a jucat pe postul de portar. După retragere, a început o carieră de antrenor, ca antrenor de portari.

## Cariera internațională
Tiberiu Lung a jucat singurul său meci pentru echipa națională de fotbal a României în 3 martie 1999, atunci când antrenorul Victor Pițurcă l-a introdus pe teren în minutul 89, pentru a-l înlocui pe Bogdan Lobonț, într-un amical care s-a încheiat cu victoria cu 2-0 împotriva Estoniei.

## Viața personală
Tiberiu Lung este fiul lui Silviu Lung și fratele mai mare al lui Silviu Lung Jr..

## Palmares
Steaua București
- Divizia A: 2000–2001[6]
- Supercupa României: 2001[6]

Pandurii Târgu Jiu
- Divizia B: 2004–2005[6]